# Roland Gutiérrez
Roland Gutiérrez (San Antonio, Texas,  1 de septiembre de 1970) es un abogado y político estadounidense. Miembro del Partido demócrata de Estados Unidos, Gutiérrez se ha desempeñado como miembro del Senado de Texas desde 2021, en representación del Distrito 19. Anteriormente se desempeñó como miembro de la Cámara de Representantes de Texas del 2008 al 2021.

## Educación
Gutiérrez se graduó de la Universidad de Texas en San Antonio, donde recibió un B.A. en Ciencias Políticas y la Facultad de Derecho de St. Mary's University, donde recibió su título de Juris Doctor, también en San Antonio.

## Carrera política
Gutiérrez fue elegido por primera vez a la Cámara de Representantes de Texas en 2008. Mientras servía en la Cámara, Gutiérrez presidió el Comité de Defensa y Asuntos de los Veteranos de la Cámara por nombramiento del presidente republicano de la Cámara, Joe Straus, también de San Antonio.
En 2020, Gutiérrez se postuló para representar al Distrito 19 del Senado de Texas compitiendo contra el republicano titular Pete Flores. El 3 de noviembre de 2020, Gutiérrez derrotó a Flores, ganando con el 50% de los votos frente al 47% de su oponente. Gutiérrez ganó la reelección en el 2022.
Como parte del Senado de Texas, Gutiérrez sirve en los comités de Gobierno Local, Asuntos de Veteranos y Asuntos de Agua, Agricultura y Rural.
Gutiérrez, cuyo distrito abarca Uvalde, Texas, presentó cuatro proyectos de ley de seguridad de armas luego del tiroteo en la Escuela Primaria Robb de 2022. En 2023, algunos medios de comunicación informaron que es probable que Gutiérrez se postule para el Senado de los Estados Unidos en las elecciones del 2024 contra el titular Ted Cruz.